# Normannische Sprache
Die normannische Sprache (Eigenbezeichnung: Normaund, französisch Normand) ist eine romanische Sprache, die im Norden Frankreichs in der Normandie und auf den Kanalinseln gesprochen wird.
Normannisch hat in Frankreich keinen offiziellen Status, da die französische Sprachpolitik keine ethnischen Minderheitensprachen auf ihrem Territorium anerkennt. Dagegen ist die normannische Sprache, bzw. ihre Varietät Jèrriais, auf der britischen Insel Jersey regionale Amtssprache.
Das Normannische gilt als gefährdete Sprache.

## Klassifikation

Karte der Langues d’oïl mit dem Normannischen in Dunkelgrün

Normannisch gehört zu den Langues d’oïl, die zusammen mit dem Frankoprovenzalischen und dem Okzitanischen zum Galloromanischen gehören. Wie die anderen romanischen Sprachen sind auch diese Varietäten aus dem Latein der römischen Provinzen, dem sogenannten Vulgärlatein, hervorgegangen. Latein selber gehört zum italischen Zweig der indogermanischen Sprachen, zu welchen unter anderem auch die germanischen Sprachen (z. B. Deutsch und Dänisch), die slawischen Sprachen (z. B. Russisch), die indoarischen Sprachen (z. B. Hindi) oder das Griechische gezählt werden.
Das Normannische teilt sich in diverse Dialekte auf, darunter beispielsweise cotentinais, jerriais, cauchois (caôcheis), guernésiais, sercquiais (serkyee), aurignais (aoeur'gnaeux).

## Geschichte der normannischen Sprache

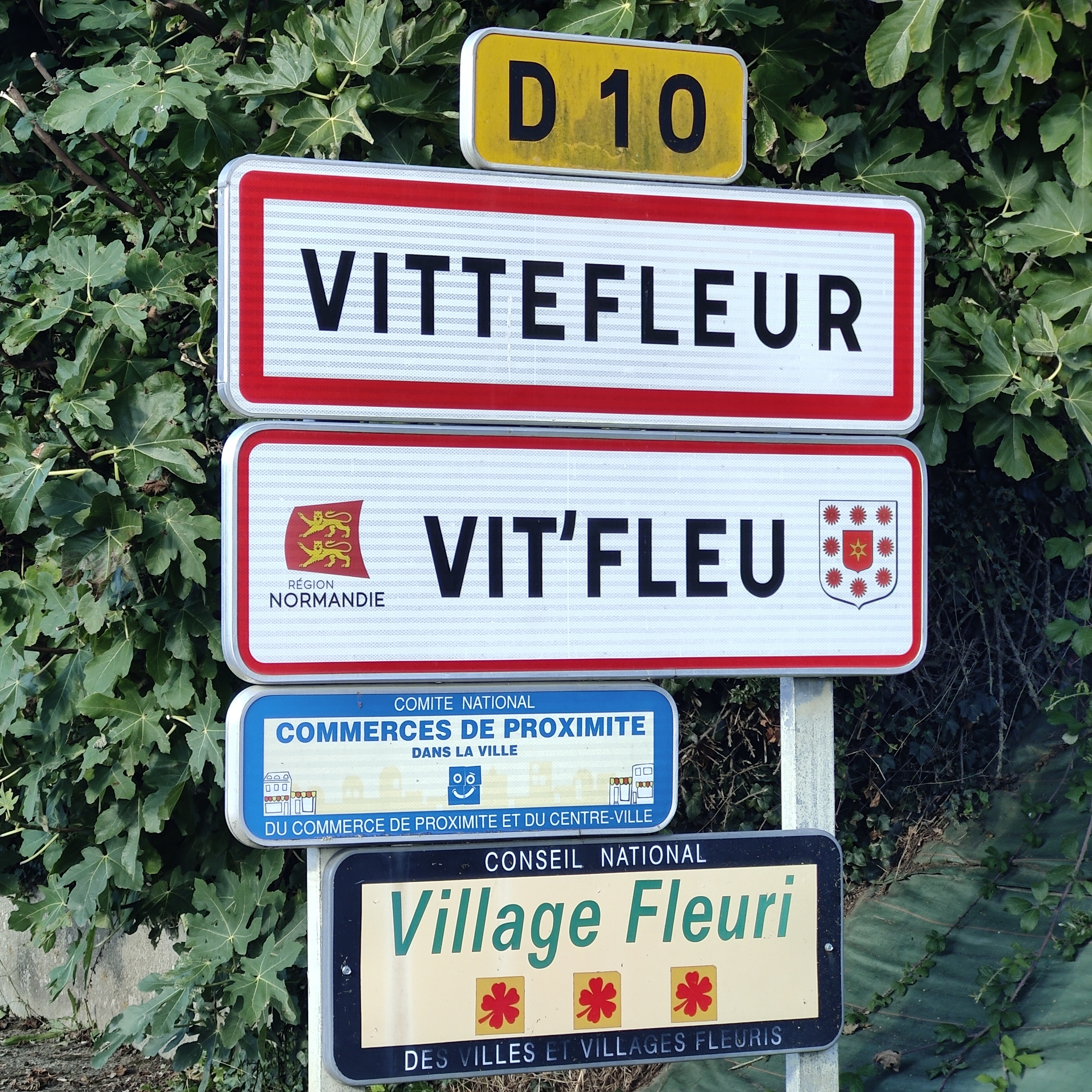
Zweisprachige Ortstafel in Vittefleur, Normandie

Wie in vielen von den Römern unterworfenen Gebieten hat auch in der Normandie das Lateinische die autochthonen keltischen Sprachen zunehmend verdrängt. Die volkssprachliche Varietät des Latein, Vulgärlatein, ist der Ursprung aller in der heutigen Romania gesprochenen Sprachen und so auch des Normannischen. Mit der Landnahme der skandinavischen Normannen ab 840 wirkten auch die nordischen Sprachen auf die dort gesprochenen Varietäten, was sich vor allem in zahlreichen, zum Teil heute noch erhaltenen, skandinavischen Lehnwörtern widerspiegelt.
Mit der Eroberung Englands durch die Normannen bei der Schlacht bei Hastings im Jahre 1066 brachten sie ihre Sprache an den englischen Hof, wo sie sich mehr und mehr vom Festlandfranzösisch entfernte und als Anglonormannisch bezeichnet wird. 
Heute übt die französische Standardsprache in Frankreich einerseits und das Englische auf den Kanalinseln andererseits Einfluss auf die normannische Sprache aus.

## Dialektmerkmale

### Phonologische Merkmale
Normannisch wird zwar in der Normandie gesprochen, allerdings nur in einem Teil der heutigen Normandie sowie darüber hinaus auch auf den der englischen Krone unterstellten Kanalinseln Jersey und Sark. Da politische Grenzen nicht den Verbreitungsraum der Sprache beschreiben, werden phonologische Merkmale herangezogen, um sie von den nichtnormannischen Nachbardialekten abzugrenzen.
Der normannische Sprachraum wird von drei konsonantischen Isoglossen markiert, die ihn von anderen galloromanischen Idiomen abgrenzen. Das Nordnormannische (zusammen mit dem Pikardischen) unterscheidet sich von den Südnormannischen und Nachbardialekten (z. B. Zentralfranzösisch) durch die fehlende Verschiebung von /ka/ zu /ʃa/. So heißt das Wort für „Katze“ im Standardfranzösischen chat /ʃa/ und im gemeinen Nordnormannischen cat /ka/  (z. B. in der auf Sark gesprochenen Mundart hingegen kat /kat/).
Beispiele:
„Kerze“: französisch chandelle, normannisch caundelle (> englisch candle)
Parallel ist die Entwicklung des /ga/ zu /ʒa/ im Südnormannischen und im Französischen, aber nicht im Nordnormannischen.
Beispiele:
„Garten“: französisch jardin, normannisch gardin (> englisch garden)
Die zweite Konsonantenisoglosse betrifft auch eine Palatalisierung, d. h., /ke/ /ki/ und /att/ /apt/ usw., des Spätlateinischen.
Beispiele:
„vertreiben“, „jagen“: lat. *captiare, französisch chasser, normannisch cachi (> englisch catch)
„Kirsche“: französisch cerise, normannisch cherise (> englisch cherries → cherry)
„flechten“: lat. *plectiāre, altfranzösisch plaissier (plessage), normannisch pllaichaer, pllêchi (> englisch pleach)
Diese beiden Isoglossen bilden die sogenannte Joret-Linie.
Die dritte Isoglosse läuft durch ganz Nordfrankreich und ist in der Normandie mehr oder weniger parallel zu den beiden anderen. Es handelt sich um die Grenze zwischen dem standard-/zentralfranzösischen /g/ und dem entsprechenden nordfranzösischen /w/ oder /v/ im Nordnormannischen. 
Der normannische Sprachraum wird durch eine Vokalisoglosse vom pikardischen Sprachraum geteilt, die die unterschiedliche Entwicklung des lateinischen Langvokals ē markiert. Östlich dieser Linie hat sich der noch im Mittelalter vorhandene Diphthong ei zu /we/ (schließlich zu /wa/ im heutigen Französischen) weiterverschoben. Überall in Westfrankreich ist er beibehalten worden.
Innerhalb des normannischen Sprachraums gibt es eine weitere Grenze, welche die östlichen Dialekte von den westlichen, so genannten „niedernormannischen“ (französisch bas normand), abgrenzt. Hier hat sich der vulgärlateinische Kurzvokal ŏ vor /k/ zu /ie/ entwickelt und nicht wie östlich der Isoglosse, und damit auch im Standardfranzösischen, zu /ɥi/. Diese Lautgrenze verläuft in etwa von der Gegend östlich von Honfleur über Argentan bis nach Passais. Vergleiche hierzu die unterschiedliche Aussprache des Wortes für „Nacht“ im Französischen nuit /nɥi/ und im Jèrriais niet /njɛ/.
Allerdings herrscht hier Uneinigkeit in der Forschung, so nahm Suchier 1893 vier Hauptdialektgruppen des Normannischen an: „das West-Normannische, das Nordzentral- und Südzentral-Norm[annische], das Nordost-Normannische und das Südost-Normannische“. Als ausschlaggebend für eine Ost-West-Teilung sieht er die Entwicklung von vulgärlateinisch /e+i/ zu ié oder éi im Westen und zu /i/ im Osten.

### Lexikon
Bevor sich das Vulgärlateinische als Volkssprache im heutigen Frankreich durchgesetzt hatte, wurden dort vornehmlich gallische Dialekte gesprochen. Obwohl diese heute ausgestorben sind, haben sich im Normannischen einige gallischstämmige Lehnwörter erhalten können. Der Anteil an ihnen beträgt circa 2 % des Gesamtwortschatzes und es handelt sich bei ihnen vornehmlich um Begriffe, die Natur oder Naturereignisse bezeichnen. 
Durch zunehmende Raubzüge germanischer Stämme im 5. Jahrhundert hat auch eine Menge germanischer, in der Regel altfränkischer, Wörter ins Französische im Allgemeinen und damit auch ins Normannische Einzug erhalten. Auch altenglische Entlehnungen, insbesondere aus dem Bereich der Seefahrt, sind auf angelsächsische Raubzüge zurückzuführen.
Mit der beginnenden Invasion der Normandie durch die Normannen ab 840 und mit den weiteren Eroberungen durch Rollo und seinem Nachfolger Wilhelm Langschwert ab 911 gelangten zudem viele altnordische Begriffe ins Normannische, die vor allem die Seefahrt und Abstrakta betreffen.
Des Weiteren hat das Normannische einige altfranzösische Wörter bewahrt, die im französischen Standard heute verloren gegangen sind. 
Heutzutage kommen auch vermehrt französische und, insbesondere auf den Kanalinseln, auch englische Wörter in die Sprache. Auf Jersey und Sark, wo Englisch den Alltag dominiert, entnehmen Sprecher des Normannischen vor allem Bezeichnungen für neue (technische) Errungenschaften dem Englischen. In der eigentlichen Normandie verhält es sich, mit Bezug auf das Französische, ähnlich.

## Phonetik

### Vokale
|                  | vorne | zentral | hinten |
| ---------------- | ----- | ------- | ------ |
| geschlossen      | i y   |         | u      |
| fast geschlossen | ɪ ʏ   |         | ʊ      |
| halbgeschlossen  | e ø   |         | o      |
| mittel           |       | ə       |        |
| halboffen        | ɛ œ   |         |        |
| offen            | a     |         | ɑ      |

Die Vokale [ɛ œ ɔ ɑ] können zudem noch in nasalisierter Form [ɛ̃ œ̃ ɔ̃ ɑ̃] vorkommen.
Mit Ausnahme des Schwas [ə] und [œ] können alle Vokale, nasal wie oral, auch in langer Form vorkommen.

### Konsonanten
|                        | bilabial | bilabial | labio- dental | labio- dental | dental | dental | alveolar | alveolar | post- alveolar | post- alveolar | labio- palatal | labio- palatal | palatal | palatal | labio- velar | labio- velar | velar | velar | uvular | uvular | glottal | glottal |
| ---------------------- | -------- | -------- | ------------- | ------------- | ------ | ------ | -------- | -------- | -------------- | -------------- | -------------- | -------------- | ------- | ------- | ------------ | ------------ | ----- | ----- | ------ | ------ | ------- | ------- |
| stl.                   | sth.     | stl.     | sth.          | stl.          | sth.   | stl.   | sth.     | stl.     | sth.           | stl.           | sth.           | stl.           | sth.    | stl.    | sth.         | stl.         | sth.  | stl.  | sth.   | stl.   | sth.    |         |
| Plosive                | p        | b        |               |               |        |        | t        | d        |                |                |                |                |         |         |              |              | k     | g     |        |        |         |         |
| Nasale                 |          | m        |               |               |        |        |          | n        |                |                |                |                |         | ɲ       |              |              |       |       |        |        |         |         |
| Vibranten              |          |          |               |               |        |        |          |          |                |                |                |                |         |         |              |              |       |       |        | ʀ      |         |         |
| Frikative              |          |          | f             | v             |        | (ð1)   | s        | z        | ʃ              | ʒ              |                |                |         |         |              |              |       |       |        |        | h2      |         |
| Approximanten          |          |          |               |               |        |        |          |          |                |                |                | ɥ              |         | j       |              | w            |       |       |        |        |         |         |
| Laterale Approximanten |          |          |               |               |        |        |          | l        |                |                |                |                |         | ʎ       |              |              |       |       |        |        |         |         |

1. Der stimmhafte dentale Frikativ [ð] kommt nur im Jèrriais vor.
2. Im Gegensatz zum Französischen verfügt die normannische Sprache über den stimmlosen glottalen Frikativ [h]. Er hat sich dort erhalten und tritt da auf, wo in der franz. Schriftsprache ein h geschrieben ist. Jedoch steht er in Variation mit [ʀ][10].

## Grammatik
Das Normannische ist, wie auch das Französische, eine synthetische Sprache mit polysynthetischen Tendenzen.

### Konjugation
Das normannische Verb kennt fünf Konjugationen mit je den vier Tempora Präsens, Imperfekt, Futur und Aorist und den Modi Subjunktiv (im Präsens und Imperfekt), Konditional und Imperativ. Zudem werden noch Person sowie die Numeri Singular und Plural unterschieden.
Die weiteren Tempora Perfekt, Plusquamperfekt, Passé antérieur, Konditional Perfekt sowie auch das Passiv werden mittels Hilfsverben gebildet.

### Deklination
Es gibt beim normannischen Nomen zwei Genera, nämlich Maskulinum und Femininum, und zwei Numeri, Singular und Plural. Der Kasus ist, wie in fast allen romanischen Sprachen, nicht morphologisch markiert, sondern wird über Präpositionalkonstruktionen ausgedrückt.